# Мессьє 49
Мессьє 49 (М49, інші позначення -NGC 4472,ARP 134) — є еліптичною галактикою розташованою на відстані 49 мільйонів світлових років від Землі у напрямку сузір'я Діви.
Цей об'єкт входить до числа перерахованих в оригінальній редакції нового загального каталогу.

## Характеристики
М49 належить до класу еліптичних галактик типу Е4. Вона активно взаємодіє з сусідньою галактикою NGC 4621, тому класифікується як пекулярна і має позначення ARP 134 в атласі пекулярних галактик. М49 входить до Скупчення Діви, і є найяскравішим членом серед інших галактик.

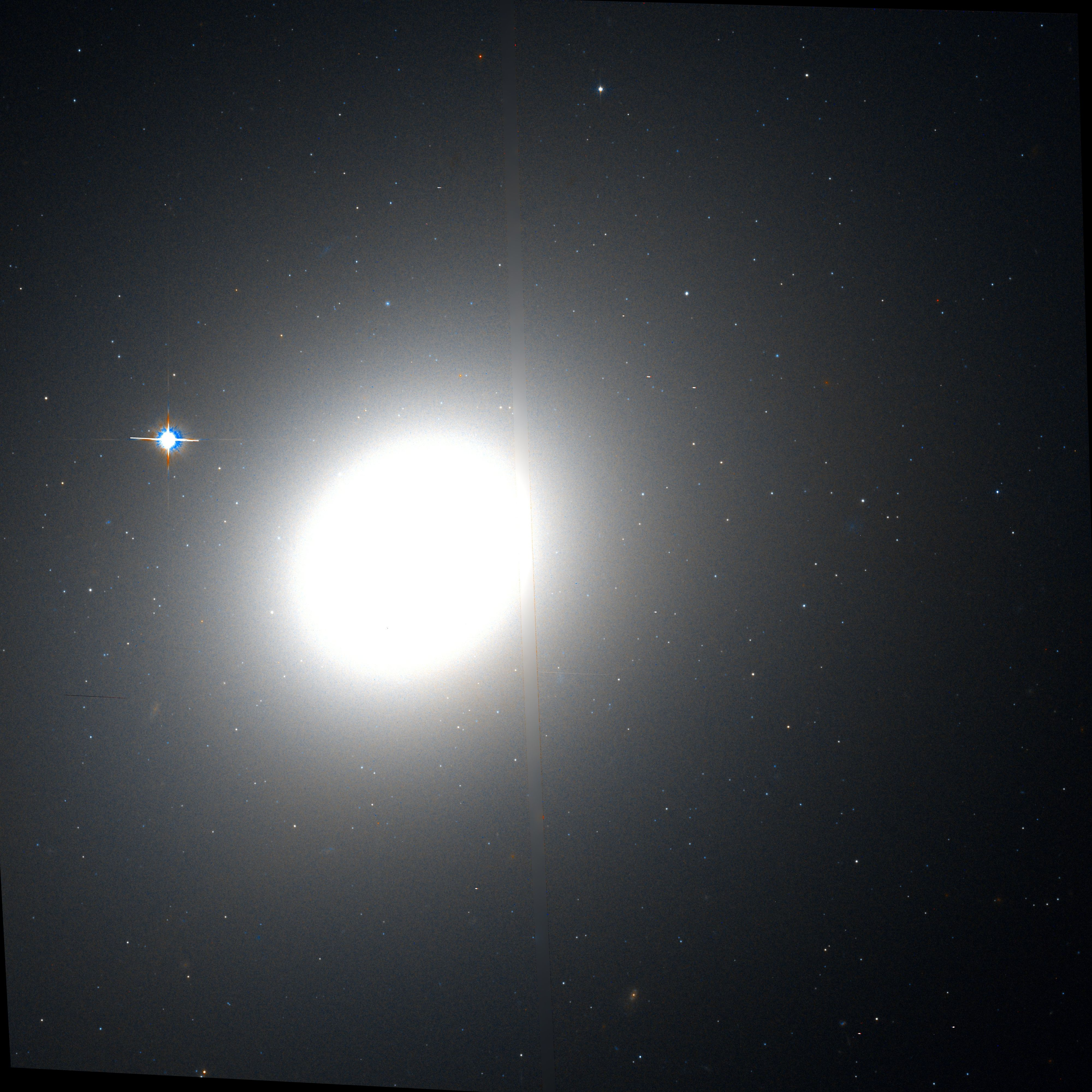
M49, фото HST

## Примітні об'єкти

### Передбачувана чорна діра
Дослідження за допомогою орбітального телескопа «Хаббл» показали, що в ядрі галактики перебуває кандидат у надмасивні чорні діри.

### Супернова SN 1969Q
У М49 була зареєстрована поки що тільки одна наднова — SN 1969Q. Цю наднову було відкрито у червні 1969 р.

## Спостереження

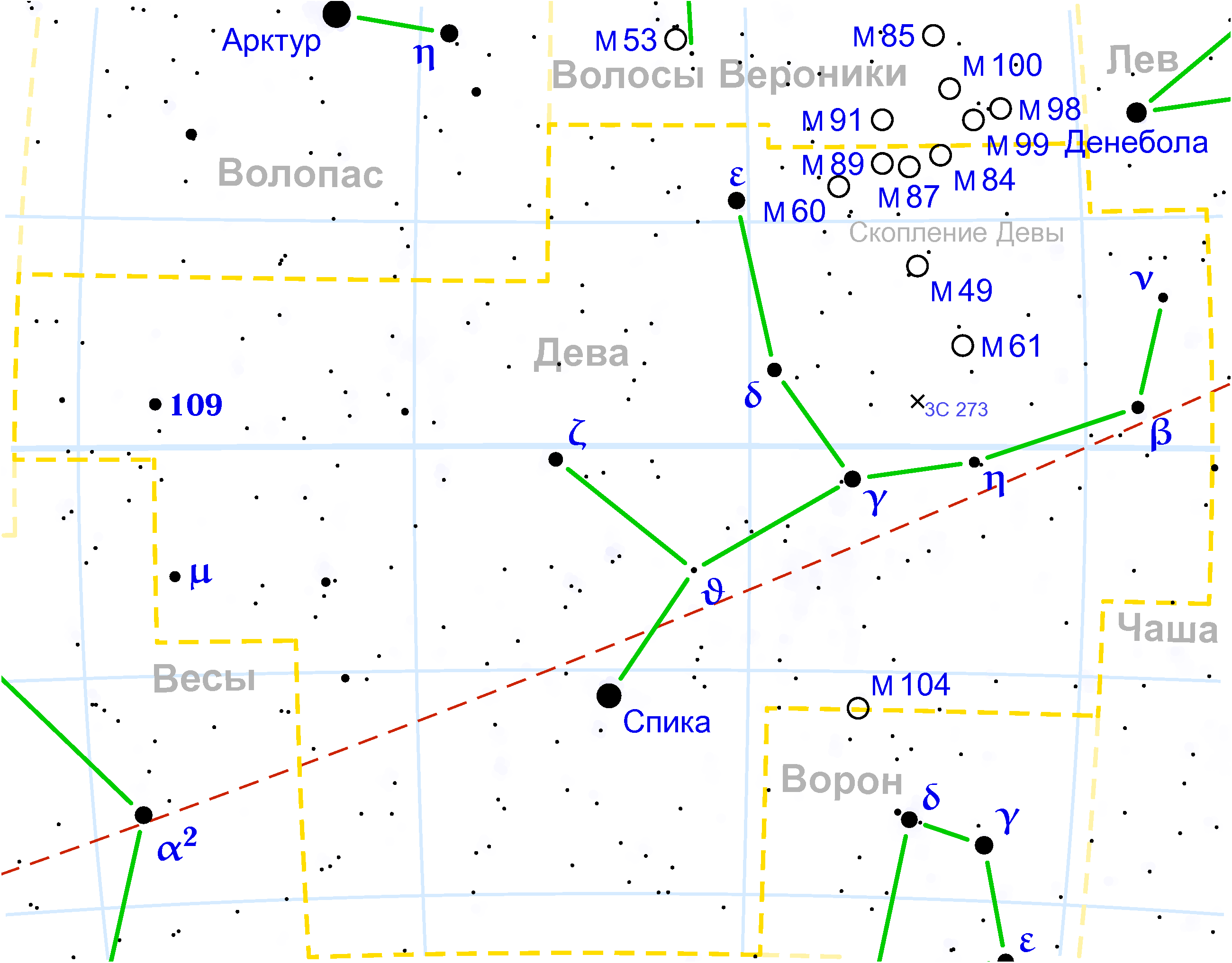
M49 в сузір'ї Діви

Ця найяскравіша зі скупчення галактик в Діві легко може бути знайдена навесні в польовий бінокль чи шукач телескопа на лінії δ Діви — β Лева (або в західній вершині рівностороннього трикутника зі стороною δ — ε Діви) у вигляді трохи овальної дифузної плямочки. Навіть у самий апертурний телескоп галактика так і залишається дифузним овалом (хоча і більшого розміру) з несильною концентрацією яскравості до центру. Це характерно для телескопічних зображень еліптичних галактик. Урізноманітнюють вигляд кілька зірок переднього плану (одна з яких проектується на периферію галактики), які належать нашій Галактиці. У найближчому оточенні М49 — на відстані менше 30 кутових хвилин — можна перевірити свій телескоп і якість неба на більш слабких об'єктах з каталогу NGC: 4488 (12.1m), 4470 (12.2 m), 4492 (12.4m), 4464 (12.8m), 4466 (14m) і 4465 (14.9m).

### Сусіди по небу з каталогу Мессьє
- М61 — (південніше) гарна галактика;
- М58, М59 і М60 — (на північний схід) східні члени того ж скупчення галактик в Діві;
- М87, М86 і М84 — (на північ) еліптичні галактики центру скупчень

### Послідовність спостереження в «Марафоні Мессьє»
… М98 → М100 →М49 → М61 → М68 …

## Навігатори
| ◄ NGC 4468 \| NGC 4469 \| NGC 4470 \| NGC 4471 \| NGC 4472 \| NGC 4473 \| NGC 4474 \| NGC 4475 \| NGC 4476 ► |

Координати:  12г 29м 46.7с, +08° 00′ 02″